# Nouméa

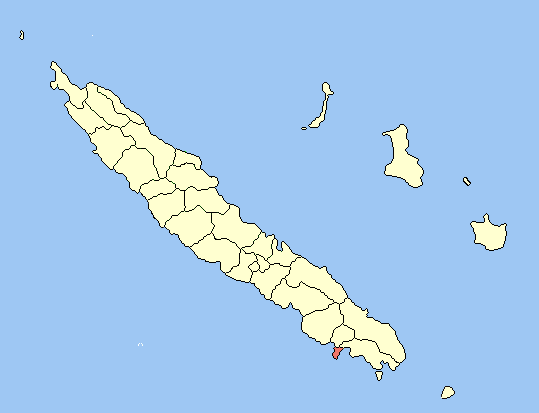
Situació de Nouméa

Nouméa és un municipi francès, situat a la col·lectivitat d'ultramar de Nova Caledònia. El 2009 tenia 97.579 habitants. Juntament amb Mont-Dore, Dumbéa i Païta forma l'aglomeració de Gran Nouméa que aplegava 163.723 habitants el 2009.

## Etimologia
La paraula «Nouméa» és un nom d'origen canac que reemplaça l'antic nom de la ciutat, Port-de-France, a causa de la seva similitud amb la ciutat martiniquenya de Fort-de-France. S'han formulat diverses teories sobre l'origen del nom de la ciutat. Per a alguns prové de la deformació produïda per la mala pronunciació dels europeus de la paraula Dumbéa, que avui dia designa a un riu que fluïx a l'entrada de la península i a una comuna del Gran Nouméa. Per a uns altres, el seu origen ve de les paraules en idioma djubea (pertanyent a la família de les llengües canaques) «Nou», que significa illa o península (d'aquí l'illa Nou, ara Nouville), i «Méa», que pot significar «llacuna de peixos» o «propici per a la pesca».

## Composició ètnica
- Europeus, principalment caldoches (francesos establits des del segle XIX), 49,9%. Són majoritaris als barris de Tina, Val, Plaisance i Faubourg-Blanchot.
- Canacs 22,5%. Són majoritaris als barris de Montravel i Rivière-Salée.
- Polinèsics, procedents principalment de Tahití (3%) i de Wallis i Futuna, 12,5%
- Asiàtics, 5,9%. Principalment són indonesis (3%), xinesos i vietnamites (2,9%)
- Altres, 9,5%

## Evolució demogràfica
| 1854   | 1864   | 1887   | 1891   | 1911   | 1921   | 1926   | 1931   | 1936   | 1946   |        |
| ------ | ------ | ------ | ------ | ------ | ------ | ------ | ------ | ------ | ------ | ------ |
| 129    | 1.200  | 8.000  | 8.712  | 8.847  | 9.336  | 10.226 | 12.237 | 8.994  | 10.605 |        |
| 1951   | 1956   | 1963   | 1969   | 1974   | 1976   | 1983   | 1989   | 1996   | 2004   | 2009   |
| 11.450 | 22.235 | 34.990 | 41.853 | 59.052 | 56.078 | 60.112 | 65.110 | 76.293 | 91.386 | 97.579 |
|        |        |        |        |        |        |        |        |        |        |        |

## Història

### Història antiga
Diverses excavacions arqueològiques s'han portat a terme en la península de Numea, revelant la presència d'assentaments humans abans de l'arribada dels europeus. La primera sèrie d'excavacions es va portar a terme en 1955, pels nord-americans Edward W. Gifford i Richard Shutler Jr, de la Universitat de Califòrnia. Es va realitzar al sud de la península, rellevant la presència de diversos llocs de poblament i restes de diferents tipus, com pedres cremades, carbó i sòl negre, que indiquen la presència de foc, així com restes humanes corresponents a soterraments. Restes semblants foren trobats també a la propera població de Nouville, però cap ha estat datat amb precisió.
Una excavació realitzada en 1993 en Pointe Magnin, en l'extrem sud de la península, durant la construcció d'un hotel, va permetre als arqueòlegs François i Anne-Marie Semah i Hubert Forestier descobrir restes d'habitatges, restes de cuina, capes de cendres i peces de terrisseria. S'han datat aquestes últimes troballes al voltant de l'any 700. En altres parts de la península, com Tina-sud-mer, Ouen Toro i el parc forestal (on van aparèixer restes d'un poblat) es van trobar testos de terrissa, trossos de conquilles i pedres tallades. L'anàlisi de les peces de terrisseria, particularment les del parc forestal, indiquen un període més recent, poc abans de l'arribada dels europeus. No obstant això, la majoria de les fonts militars franceses indiquen que la península estava pràcticament deshabitada quan es va fundar Nouméa, que inicialment va ser anomenada Port-de-France, el 25 de juny de 1854. Aquesta va ser una de les raons que van dur a Tardy de Montravel a escollir aquest lloc per a construir la ciutat, amb l'esperança de tenir pocs problemes amb la població nadiua.Tardy de Montravel va anotar al seu diari:
| «                                            | Des del port Laguerre a la badia d'Habités, el territori que s'estén des del mar a les muntanyes està habitat només per una tribu que hem anomenat erròniament fins ara "de la badia de Nou-Méa", i que els indígenes designen com de "Gamba". El centre principal d'aquesta població, la xifra de la qual estimo que no supera les 400 ànimes, està al nord-oest de la badia, on una dotzena de barraques formen el llogaret de Cash, habitada en la seva majoria pel cap de la tribu i els seus. La resta de la tribu està dispersa per altres parts de la badia, en les dues penínsules i en les riberes dels rius, sense estatge fix, de vegades viuen aquí, de vegades allà, de vegades en les illes, de vegades en terra ferma, de les arrels, de la pesca o, des que ens hem instal·lat, de la generositat dels nostres mariners | » |
| — Arxius territorials, AAN 127.1, pàg. 52-53 | |   |

### Formació

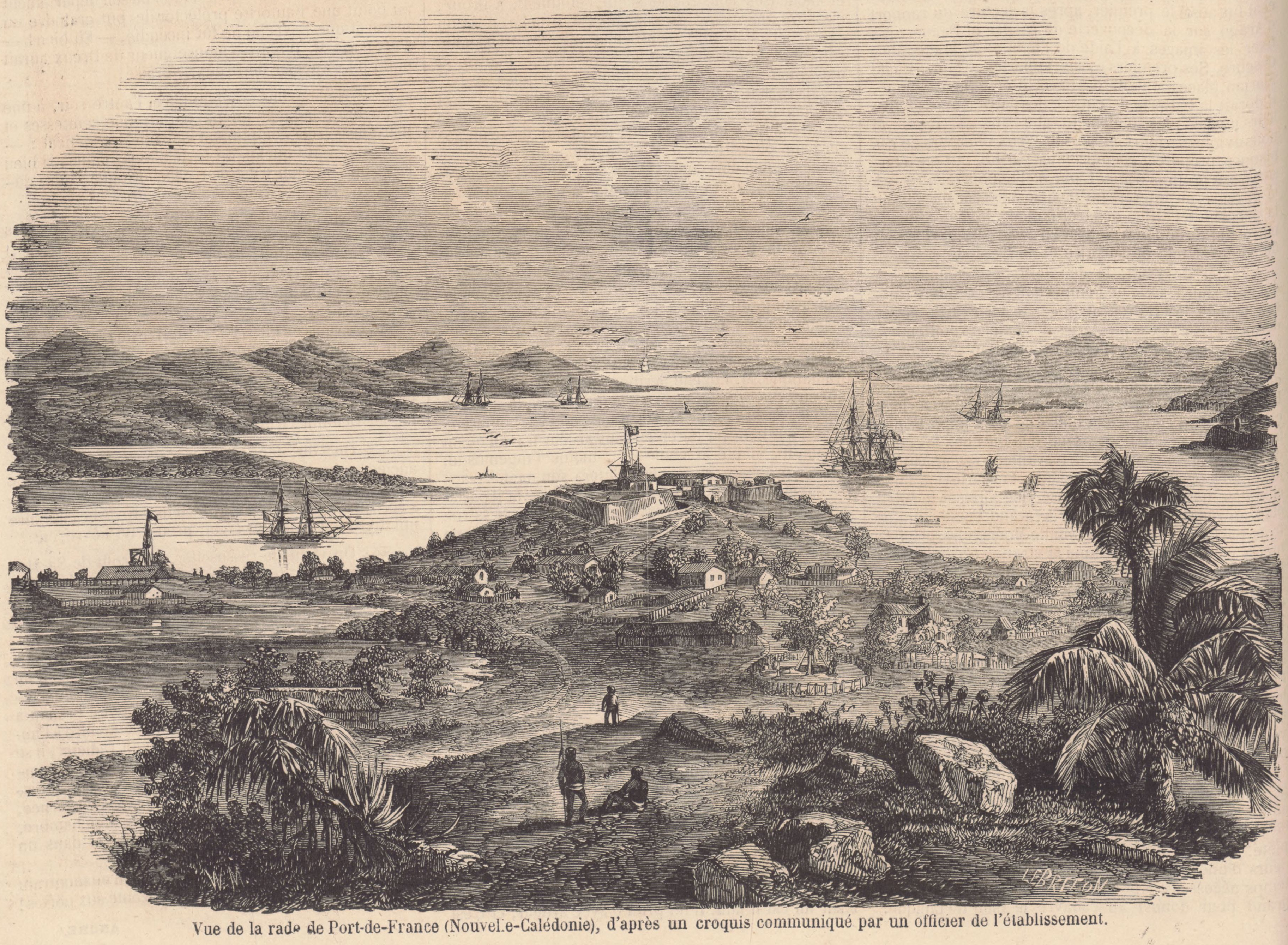
Vista de Port-de-France durant l'assentament. Al centre, Fort Constantin

Després de la presa de possessió per França de Nova Caledònia el 24 de setembre de 1853, la nova administració colonial va buscar un lloc que estigués protegit i que gaudís d'una bona rada amb la finalitat de crear allí un lloc militar i de fer-ne la capital de l'illa. Finalment, fou el capità Tardy de Montravel (el nom del qual duu actualment un dels barris de la ciutat), qui va trobar el lloc ideal, protegit dels vents dominants i de cara a un important pas en l'escull, sobre una península en el sud-oest de la Gran Terre. Així, el 25 de juny de 1854, Nouméa va ser fundada sota el nom de Port-de-France. El 1866 els francesos començaren a emprar el nom melanesi de la ciutat per tal de no confondre-la amb Fort-de-France.
En els seus començaments, l'assentament consistia en una simple guarnició de militars concentrats entorn de Fort Constantin (l'emplaçament on actualment es troba l'Hospital Gaston-Bourret). En 1855, Paul Coffyn, cap del batalló d'enginyeria, va confeccionar un primer pla d'urbanisme. Ell va proposar l'enrasament d'un monticle de terra i roques d'una quinzena de metres d'altura, anomenat Conneau amb la finalitat d'habilitar el port, mentre que la terra així obtinguda era usada per a sanejar els pantans veïns.
Els primers terraplenats es van efectuar en 1857 al peu del Fort Constantin per a construir les primeres infraestructures colonials, i en 1858 va ser presa la decisió final de l'enrasat del pujol Conneau. L'obra es perllongaria durant aproximadament 20 anys donant-se suport àmpliament, a partir de 1869, en mà d'obra penal, emprant en total prop de 300 transportats. L'obra comprenia llavors, a partir de les deixalles extretes del pujol, l'habilitació d'un dic que anés des del lloc conegut com a Cap-Horn fins al turó Conneau, per a tancar així el perímetre sobre el qual seria edificat el futur centre de la ciutat, i l'acondicionament de diverses zones pantanoses.
Més tard, la ciutat coneixeria moltes ones successives de construcció sobre nous espais guanyats al mar. El 26 de juny de 1859, Port-de-France es va convertir per primera vegada en una comuna per decisió de l'Alt Comissariat de Nova Caledònia. L'alcalde i el cos municipal d'onze membres van ser nomenats per l'autoritat superior de la colònia. Aquesta primera experiència va ser efímera, ja que la institució municipal va ser dissolta el 21 de juliol de 1860. Reapareixeria, aquesta vegada de manera definitiva, en 1874, i es tractava una vegada més d'un cos municipal, amb 12 membres, nomenats per l'autoritat superior; però en 1878, una decisió de l'Assemblea Nacional Francesa va decidir transformar-lo en un consell municipal, electe per primera vegada en 1879 De totes maneres, l'alcalde va seguir sent nomenat pel governador de la colonial fins al 17 de juny de 1882.
Entre 1864 i 1897, Nouméa fou una colònia penal. Els presoners construïren la catedral de Saint Joseph de Nouméa durant aquest període.
Des del descobriment de níquel el 1897, l'economia de Nouméa s'ha centrat principalment en l'extracció de mineral. Inicialment la població de Nouméa era geogràficament dispersa, però el 1927 havia esdevingut una petita vila de deu mil habitants.

### El presidi
La ciutat es desenvoluparia lentament amb l'arribada dels colons, de negociants, però sobretot per la presència de 1864 a 1895 del presidi sobre l'Illa de Nou en la rada de la capital i després en la península de Ducos. Per a evitar tota confusió amb la ciutat de Fort-de-France (Martinica), es va canviar el nom de la ciutat per Nouméa el 2 de juny de 1866. L'arribada de presidiaris va proveir de mà d'obra gratuïta a la colònia per a la realització de grans treballs, com la sanejament dels terrenys pantanosos de la península (badia de l'Orfenat, barri llatí); l'enrasat del pujol Conneau, entre 1875 i 1877, que li va donar naixement a l'actual centre de la ciutat; la construcció de rutes; el condicionament del port; i la realització de les conduccions i de les canalitzacions que permetrien a la petita ciutat abastir-se d'aigua dolça. Més endavant Nouméa es va modernitzar, amb l'arribada de la il·luminació pública a gas en 1886, la primera xarxa telefònica i el primer servei de transport públic. El primer automòbil va arribar a l'illa en 1901, i de 1914 a 1939, Nouméa va estar enllaçada a la comuna de Païta per un ferrocarril («le petit train de la mine»)

### El níquel
No obstant això, fou l'explotació del níquel el que li va donar un segon impuls a la capital, després que el presidi fos clausurat en 1894, i la qual li va conferir el seu rol de capital econòmica del territori, sobretot al descobrir-se que el níquel reforçava de manera notable a la capacitat de resistència de l'acer. La producció i la transformació de níquel va convertir a Nouméa en un lloc estratègic per a França al començament del segle xx, en el context de la carrera armamentista prèvia a la Primera Guerra Mundial; i així fou creada la fàbrica de Doniambo a Nouméa en 1909, que concentrava tota la producció de níquel de la colònia. Durant el període d'entreguerres, Nouméa es va estendre progressivament sobre la totalitat de la península, més va ser durament afectada per la crisi econòmica dels anys 1930.

### Segona Guerra Mundial
Durant la Segona Guerra Mundial Nova Caledònia va romandre fidel a la França Lliure. Després de l'atac a Pearl Harbor pels japonesos el 7 de desembre de 1941, el govern dels Estats Units va decidir convertir Nova Caledònia en una base de provisió de combustible (base de relais); l'illa es va convertir en la principal base d'operacions de l'Exèrcit dels Estats Units al Pacífic i Nouméa en la caserna general de l'almirall Robert L. Ghromley. Aquest va ser el comandant en cap de l'Operació Talaia, amb la qual es va iniciar la batalla de Guadalcanal. Encara que l'estratègia japonesa projectava la invasió de Nova Caledònia, els combats en les illes Salomó van mantenir ocupats els japonesos al nord, i el port va brindar protecció nombroses vegades a combois aliats. L'arribada de les tropes nord-americanes, el març de 1942, va saturar el port, arribant a comptabilitzar-se 86 navilis en un determinat moment, encara que la capacitat màxima del mateix era de 24 vaixells. A més, a Nouméa es formaren batallons de neocaledonis, que participaren en la campanya d'Àfrica del Nord i en l'alliberament de França.
Els militars van portar-hi la modernitat i van marcar profundament als caledonis. Diversos barris de Nouméa conserven petjades d'aquesta presència en la seva toponímia: Receiving i Motor Pool són noms heretats d'antigues zones militars. Després de la guerra, molts caledonis van enviar cartes a Washington sol·licitant la incorporació de Nova Caledònia als Estats Units com estat.

### El boom del níquel
La presència de l'exèrcit nord-americà va impulsar l'economia, que va arribar el seu cim en la dècada dels 60, denominada l'època del boom del níquel. La seva extracció va permetre a l'illa prosperar econòmicament, i sobretot va ser Nouméa qui més es va beneficiar dels beneficis derivats d'aquesta explotació gràcies a la presència de la fàbrica SLN de Doniambo. Com a conseqüència, el creixement de la població es va accelerar, i molts ciutadans de França, de Wallis i Futuna i de Vanuatu, es van instal·lar a Nouméa atrets per l'augment del preu del níquel. Així mateix, la ciutat va sofrir una expansió frenètica i caòtica, amb la construcció de torres copiades dels grans conjunts urbans metropolitans: Montravel, Saint-Quentin, Magenta... Des de 1947, Nouméa ha estat seu de la Caserna General del Secretariat de la Comunitat del Pacífic. Durant molts anys, Nouméa va ser dita la «ciutat blanca», a causa de l'alt nombre d'habitants de persones d'ascendència europea. Això va començar a canviar en la dècada dels 80, a causa de la migració de canacs des de les zones rurals a la capital.

### Els esdeveniments
Però la crisi econòmica mundial, lligada a la crisi del petroli de 1973, va tocar també a Nova Caledònia; que hauria d'enfrontar també una brutal crisi política i ètnica durant els anys 1980, que enfrontaria al Front d'Alliberament Nacional Kanak Socialista, format per les files independentistes, contra els lleialistes. Nouméa va esdevenir en el baluard dels anti-independentistes i va escapar un temps als enfrontaments que es van desenvolupar sobretot a la selva. No obstant això, després de l'assassinat de Yves Tual, un jove caldoche o neocaledonià d'origen europeu de 17 anys, la família dels quals era present en el territori des de moltes generacions, a les mans dels melanesis, l'11 de gener de 1985, es produïren successos violents a la ciutat. Els comerços dels líders independentistes numeans van ser víctimes del pillatje i alguns van ser incendiats (la farmàcia de l'antic diputat Maurice Lenormand, l'estació de servei Dang, etc.). La situació no es va calmar fins després de la signatura dels Acords de Matignon.

### Història recent
A partir dels anys 1990, l'alcalde Jean Lèques va iniciar una política de renovació de la ciutat. Com a part d'ella, es van rehabilitar diversos barris desfavorits com Rivière-Salée i Ducos, situats al nord de la ciutat, o Vallée-du-Tir. La plaça dels Cocoters va ser completament transformada: els monuments antics de la plaça, com la Fontaine Céleste, el Quiosc de la Música i l'antic Ajuntament (que es va convertir en un museu) van ser renovats, i l'esplanada va ser adornada amb molts cocoters. El passeig marítim també va ser remodelat, es van crear grans passejos per als vianants i rutes ciclistes, així com un port esportiu.
Des del començament del segle xxi, el municipi s'ha embarcat en un nou projecte per a transformar la badia del sud de la península en un gran centre turístic, una Costa Blava caledònia amb hotels de luxe, restaurants i una alta concentració de bars i clubs de nit. El 5 de maig de 1998, es va signar l'Acord de Nouméa, entre el govern francès, el Partit per Caledònia en la República i el Front d'Alliberament Nacional Kanak Socialista. A causa d'aquest tractat, els neocaledonians podran decidir entre 2013 i 2018 si desitgen independitzar-se de la República Francesa.
Entre 2001 i 2003, Saint Louis, un suburbi de Nouméa, va ser escenari d'enfrontaments ètnics entre els canacs i els wallisians pel seu control. Com a resultat, dues persones van morir i la comunitat wallisiana va ser traslladada a un altre lloc de la ciutat. En els anys 2005 i 2006 van sorgir nous brots de violència ètnica a Dumbea.
A començament de 2009, Nouméa fou l'epicentre d'un brot de dengue; es van donar un miler de casos arreu de l'arxipèlag.

## Administració
| Període   | Identitat     | Partit |
| --------- | ------------- | ------ |
| 1947-     | Henri Sautot  |        |
| 1953-1986 | Roger Laroque | RPCR   |
| 1986-     | Jean Lèques   | RPCR   |

## Agermanaments
- Niça
- Gold Coast (Queensland)
- Taupo